# Слекинг, Бригитте
Бригитте Слекинг (нидерл. Brigitte Sleeking; род. 19 марта 1998, Дордрехт, Южная Голландия) — нидерландская ватерполистка, игрок сборной Нидерландов. Бронзовый призёр летних Олимпийских игр 2024 года, чемпионка мира 2023 года, двукратная чемпионка Европы 2018 и 2024 годов.

## Карьера
Бригитте начала заниматься водным поло в возрасте семи лет в Дордрехте.
В национальной сборной с 2017 года. На чемпионате Европы 2018 года Слекинг была приглашена в сборную Нидерландов, которые выиграли у венгерок в полуфинале и у гречанок в финальном матче. Бригитте забила четыре гола за весь турнир.
В 2021 году была вызвана в сборную для участия в летних Олимпийских играх в Токио. Сборная Нидерландов уступила в четвертьфинале Венгрии со счётом 11:14 и прекратила борьбу за медали Олимпиады.
На чемпионате мира 2023 года в Фукуоке сборная Нидерландов, обыграв итальянок в полуфинале и испанок в финале стала чемпионом мира. В составе играла и Бригитте, которая и реализовала последний штрафной бросок в финальном матче.
Зимой 2024 года нидерландская сборная одержала победу на чемпионате Европы в Эйндховене, Слекинг была в сборной и стала двукратной чемпионкой Европы.
Слекинг была включена в олимпийскую сборную для участия в Играх 2024 года в Париже, где нидерландки проиграли испанкам в полуфинале после серии послематчевых штрафных бросков, последний бросок Бригитте стал неудачным. В матче за третье место Нидерланды обыграли действующих чемпионок из Соединенных Штатов и стали бронзовыми призёрами Олимпиады.